# 노여움

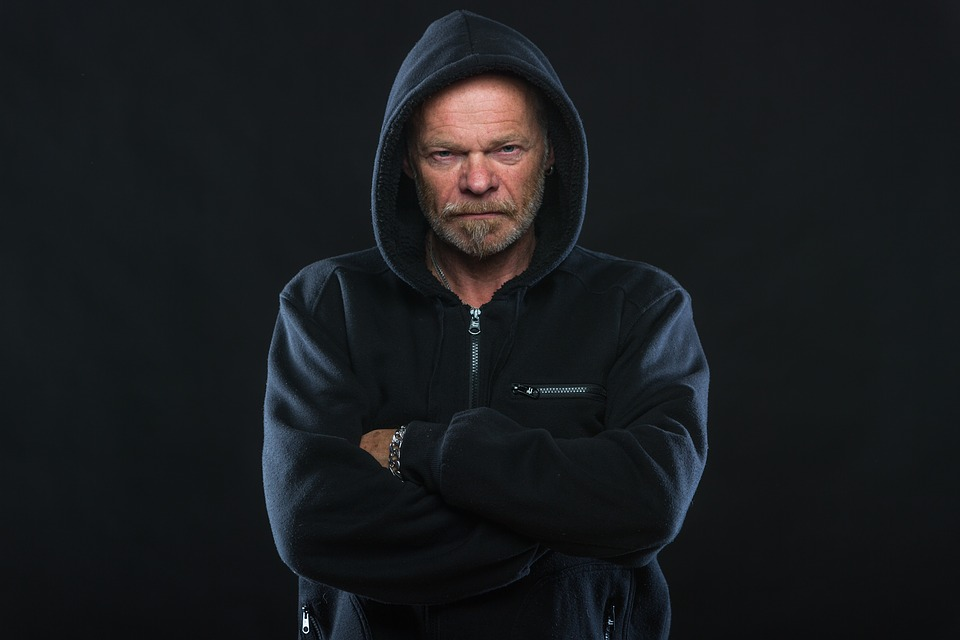
분노의 감정을 가진 사람의 표정.

노여움(怒-, 화)은 감정의 하나로서, 어떤 불만, 불평에 대한 감정적인.  ㅠㅗ 반응이다. 생리적인 욕구를 포함하여 자신의 욕구를 방해할 경우에 생기는 것으로 알려졌다.
생물학적인 반응 이외에, 정신이 발달한 인간에게는 도덕적 가치에 근거하여 반사회적 행동을 볼 때 갖게 되는 공분(公憤), 불의에 대해 분개하는 의분(義憤) 등 여러 형태가 있다. 반면 빗나간 노여움으로 앙심(怏心)도 있다.
사람이 지속적으로 화가 나게 되면 내면 몸에서도 부정적인 작용을 하여 건강을 해칠 수 있다. 분노를 느끼는 사람은 종종 심박수 증가, 혈압 상승, 아드레날린 및 노르아드레날린 수치 증가와 같은 신체적 영향을 경험하게 된다. 어떤 사람들은 분노를 투쟁 또는 도피 반응의 일부를 촉발하는 감정으로 본다. 사람이 다른 외부 세력의 위협적인 행동을 즉시 중단하기 위한 조치를 취하기로 의식적인 선택을 할 때 분노는 행동적으로, 인지적으로, 생리적으로 지배적인 감정이 된다.
분노는 신체적, 정신적으로 많은 결과를 가져올 수 있다. 분노의 외부 표현은 얼굴 표정, 신체 언어, 생리적 반응, 때로는 공개적인 공격 행위에서 찾을 수 있다. 얼굴 표정은 눈썹이 안쪽으로 기울어진 것부터 완전히 찡그린 것까지 다양하다. 분노를 경험하는 대부분의 사람들은 그 분노가 "자신에게 일어난 일"의 결과라고 설명하지만, 심리학자들은 분노가 자기 모니터링 능력과 객관적인 관찰 능력의 상실을 초래하기 때문에 화난 사람은 오해를 받을 수 있다고 지적한다.
현대 심리학자들은 분노를 거의 모든 인간이 때때로 경험하는 정상적이고 자연스러우며 성숙한 감정이자 생존을 위한 기능적 가치가 있는 것으로 본다. 통제되지 않은 분노는 개인적 또는 사회적 안녕에 부정적인 영향을 미칠 수 있으며 주변 사람들에게도 부정적인 영향을 미칠 수 있다. 많은 철학자와 작가들이 분노가 자연스럽고 통제되지 않게 발작하는 것에 대해 경고했지만, 분노의 본질적인 가치에 대해서는 의견 차이가 있었다. 분노를 다루는 문제는 초기 철학자들의 시대부터 기록되어 왔지만, 현대 심리학자들은 초기 작가들과 달리 분노를 억제하는 것이 해로운 영향을 끼칠 수도 있음을 지적했다.
죽음을 앞둔 비통함에 대해서 엘리자베스 퀴블러 로스의 분노의 5단계는 일반적으로 개인이 자신의 죽음을 받아들이는 5단계의 심리적인 상태를 거론하고 있다.

## 원인
어떤 동물들은 큰 소리를 내고, 육체적으로 더 크게 보이려고 하며, 이빨을 드러내고 쳐다본다. 분노와 관련된 행동은 공격자에게 위협적인 행동을 중단하도록 경고하기 위해 고안되었다. 참가자 중 적어도 한 명이 사전에 분노를 표현하지 않고 신체적 다툼이 발생하는 경우는 거의 없다. 분노의 표현은 사회적 영향력을 위한 조작 전략으로 사용될 수 있다.
사람들은 자신이나 자신이 아끼는 사람이 기분이 상했다는 것을 느낄 때, 분노 사건의 성격과 원인을 확신할 때, 다른 사람이 책임이 있다고 확신할 때, 자신이 여전히 자신의 감정에 영향을 미칠 수 있다고 느낄 때 정말 화가 난다. 예를 들어, 어떤 사람의 차가 손상된 경우, 다른 사람이 그랬다면(예: 다른 운전자가 차를 추돌한 경우) 분노를 느낄 것이지만, 그것이 상황적 힘(예: 우박) 또는 죄책감과 수치심으로 인해 발생한 경우에는 대신 슬픔을 느낄 것이다. 개인적 책임이 있는 경우(예: 순간적인 부주의로 인해 벽에 부딪힌 경우) 심리치료사인 마이클 C. 그레이엄(Michael C. Graham)은 분노를 세상에 대한 우리의 기대와 가정의 관점에서 정의한다. 그레이엄은 "... 세상이 지금과 다를 것이라고 기대"할 때 거의 항상 분노가 발생한다고 말한다.
일반적으로 분노를 경험하는 사람들은 분노를 "자신에게 일어난 일"의 결과로 설명하며, 대부분의 경우 설명된 도발은 분노 경험 직전에 발생한다. 그러한 설명은 분노에는 별개의 외부 원인이 있다는 환상을 확증해 준다. 화를 내는 사람은 대개 자신의 분노의 원인을 다른 사람의 행동의 의도적, 개인적, 통제 가능한 측면에서 찾는다. 이 설명은 감정의 결과로 자기 모니터링 능력과 객관적 관찰 가능성의 상실을 경험하는 화난 사람의 직관에 기초한다. 분노는 다양한 원인으로 인해 발생할 수 있으며, 그 중 일부는 멀리 떨어진 사건일 수도 있지만, 사람들이 분노의 원인을 한 가지 이상 찾는 경우는 거의 없다. 노바코(Novaco)에 따르면, "분노 경험은 환경-시간적 맥락 내에 내재되어 있다. 처음에는 분노와 관련되지 않았을 수 있는 방해가 쉽게 인식되지 않지만 (분노의) 초점 도발을 위한 지속적인 배경으로 작용하는 잔여물을 남긴다." 브리태니커 백과사전에 따르면, 내부 감염은 통증을 유발하고 결과적으로 분노를 유발할 수 있다. 인지적 일관성 이론에 따르면, 분노는 원하거나 기대하는 상황과 실제로 인지된 상황 사이의 불일치로 인해 발생하며, 불일치를 줄이는 기대 결과와 함께 공격적인 행동과 같은 반응을 촉발한다.

## 같이 보기
- 감정
- 기쁨
- 슬픔
- 두려움
- 미움
- 화병
- 분노 조절
- 스트레스
- 공포

## 참고문헌
- Cassian, John (1885). 〈Book VIII: Of the Spirit of Anger〉. 《Ante-Nicene Christian Library, Volume XI》. 번역 Philip Schaff. T. & T. Clark in Edinburgh.
- Theodore I. Rubin (1998). 《The Angry Book》. Simon and Schuster. ISBN 978-0-684-84201-1.
- Harriet Lerner (2014). 《The Dance of Anger: A Woman's Guide to Changing the Patterns of Intimate Relationships》. HarperCollins. ISBN 978-0-06-232852-6.
- Monica Ramirez Basco (2000). 《Never Good Enough: How to Use Perfectionism to Your Advantage Without Letting it Ruin Your Life》. Simon and Schuster. ISBN 978-0-684-86293-4.
- Jesse Wright; Monica Ramirez Basco (2010). 《Getting Your Life Back》. Simon and Schuster. ISBN 978-0-7432-1486-5.
- Novaco, R. W. (2016년 1월 1일). 〈Chapter 35 – Anger〉.   Fink, George. 《Stress: Concepts, Cognition, Emotion, and Behavior》. Handbook of Stress Series 1. Academic Press. 285–292쪽. doi:10.1016/B978-0-12-800951-2.00035-2. ISBN 9780128009512. 2021년 4월 14일에 원본 문서에서 보존된 문서. 2019년 10월 12일에 확인함.
- Vianney, Jean-Marie-Baptiste (1960). 〈Anger does not travel alone〉. 《The Sermons of the Curé of Ars》. Henry Regnery Company.